# Bassus sculptilis
Bassus sculptilis är en stekelart som först beskrevs av Vladimir Ivanovich Tobias 1986.  Bassus sculptilis ingår i släktet Bassus och familjen bracksteklar. Inga underarter finns listade.